# Nitócris da Babilônia
Nitócris (em grego:  Νίτωκρις) foi uma rainha da Babilônia, que seria desconhecida se o historiador grego Heródoto não a tivesse descrito em suas Histórias. Ela é apresentada como a segunda rainha da Babilônia e é creditada pela construção de vários edifícios na cidade. Diz-se que ela deu continuidade a vários projetos de construção de Nabucodonosor II após a morte deste em 562 a.C. e também foi influente no reinado de reis posteriores sob Babilônia. Segundo sínteses modernas com base nos textos antigos, ela foi filha de Nabucodonosor II, esposa de Nabonido e mãe de Belsazar.

## História

### Nas histórias de Heródoto
De acordo com Heródoto, houve apenas duas rainhas governantes da Babilônia, a primeira foi Semíramis, e cinco gerações depois, Nitócris. Ele a descreve como uma rainha mais sábia que Semíramis, e, vendo que o Reino dos Medos, por ser grande, poderia tentar se expandir, e lembrando-se do trágico destino de Nínive que fora destruída pelos medos, reformou a Babilônia para se preparar para a defesa. Ela ordenou que mudassem o curso do Rio Eufrates para dar maior proteção a Babilônia, dificultando o acesso à cidade pelo rio, intimidando um ataque inimigo. Também ordenou que construíssem um lago artificial acima da cidade e uma ponte de tijolos com vigas de madeira através do Eufrates, o rio que corta a cidade; tal ponte só podia ser acessada durante o dia.
Ao morrer, ela ordenou que seu túmulo fosse colocado em cima do portão mais movimentado da Babilônia. Em seu túmulo, ela fez gravarem uma inscrição, dizendo que dentro do túmulo tinha um tesouro, e que só deveria ser aberto em caso de extrema necessidade. O túmulo permaneceu fechado até Dario, o Grande, rei da Pérsia, decidiu abri-lo, mas não encontrara nenhum tesouro, só havia o cadáver e um recado de Nitócris, o reprimindo por ser tão ganancioso ao ponto de abrir os túmulos dos mortos. O recado dizia: "Se você é uma pessoa gananciosa e ambiciosa, que explora os pobres sem mínima vergonha. Pois então, abra o túmulo da pessoa morta".
Segundo o historiador Heródoto, ela foi esposa de Labineto, e teve um filho também chamado de Labineto, o último rei da Babilônia, derrotado por Ciro, o Grande; estes dois reis são identificados a Nabonido e seu filho Belsazar.

### Na Escrituras Hebraicas

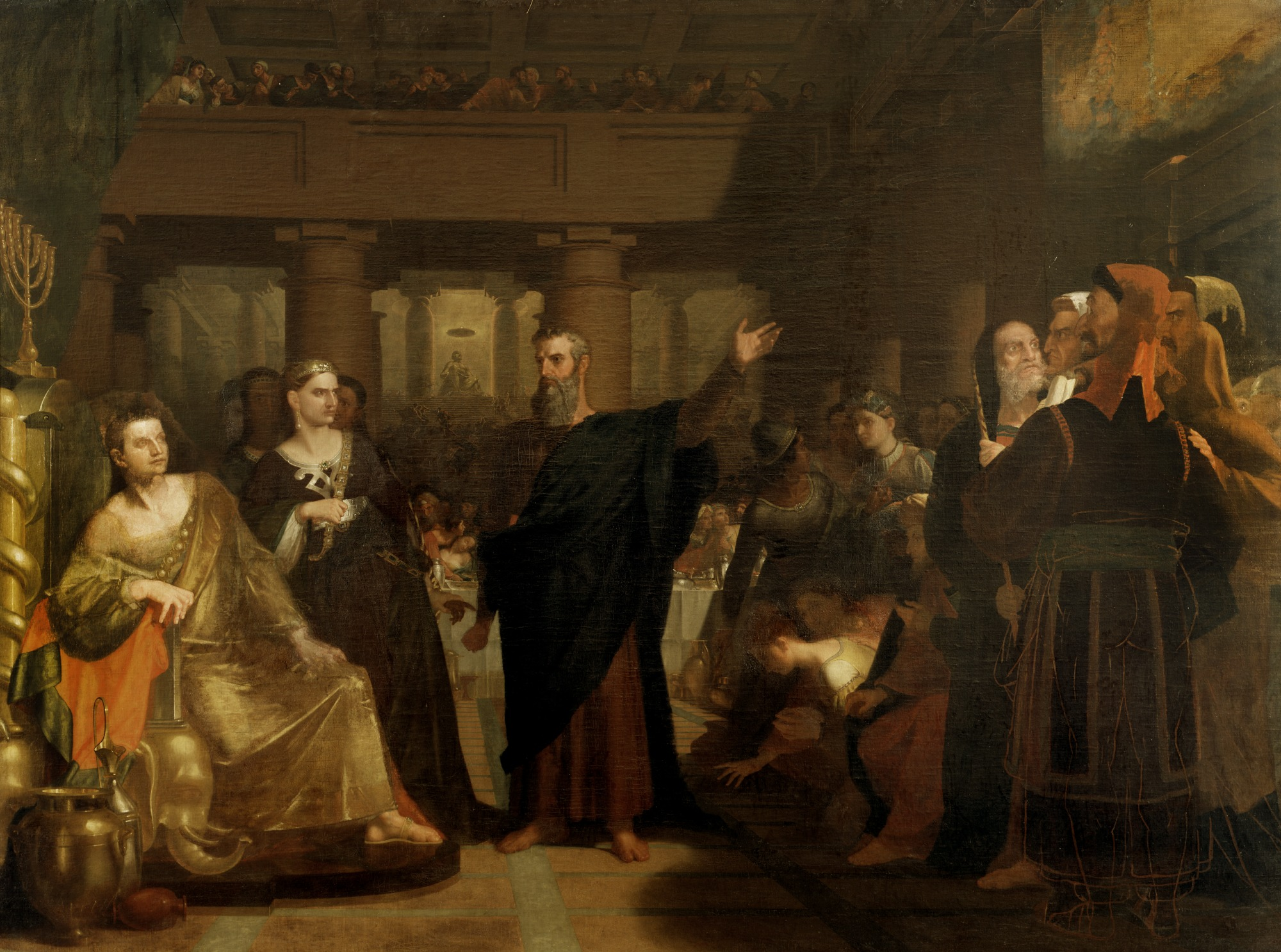
Banquete de Belsazar por Washington Allston, 1817. A rainha nesta história, retratada aqui entre Daniel e Belsazar, foi identificada com Nitócris

O livro bíblico de Daniel narra um episódio que teria ocorrido na noite de 11 de outubro de 539 a.C., Belsazar deu um grande banquete a mil convidados. Durante o banquete, Belsazar mandou trazer os vasos tirados do templo de Jerusalém, a fim de que ele, seus convidados pudessem beber deles. Com isso ele desafiou a Jeová, o qual haveria inspirado as profecias que prediziam a queda de Babilônia. Belsazar ficou muito abalado quando de repente apareceu uma mão espectral que começou a escrever na parede do palácio. Ele convocou todos os seus sábios para dar-lhe a interpretação da mensagem escrita, mas em vão. O registro mostra que uma mulher chamada “rainha” lhe deu então um conselho sensato, recomendando Daniel como alguém capaz de fornecer a interpretação. Alguns estudiosos acham que essa “rainha” não era a esposa de Belsazar, mas a sua mãe, que se crê ser Nitócris, que seria uma filha de Nabuconodosor. A forma que ela falou com o rei faz transparecer uma mulher sábia e prudente, tal como a descrição de Heródoto.[carece de fontes?]

## Historicidade
O historiador grego Heródoto nomeia a "última grande rainha" do Império Neobabilônico como Nitócris, embora esse nome não seja atestado em fontes babilônicas contemporâneas. A descrição de Nitócris por Heródoto contém uma riqueza de material lendário que torna difícil determinar se ele usa o nome para se referir à esposa ou mãe de Nabonido, mas William H. Shea propôs em 1982 que Nitócris pode ser provisoriamente identificado como o nome da esposa de Nabonido e a mãe de Belsazar.
É possível que Nabonido fosse casado com uma das filhas de Nabucodonosor II, um casamento que poderia ter sido garantido pela influência de sua mãe. Essa conexão não apenas explicaria a ascensão de Nabonido ao trono (estando ligado à família real), mas também explicaria as tradições históricas posteriores nas quais o filho de Nabonido, Belsazar, é descrito como descendente de Nabucodonosor II. No Livro de Daniel na Bíblia Hebraica, Belsazar é referido como descendente de Nabucodonosor II. No entanto, nem todos os estudiosos acham totalmente satisfatória a evidência para tal parentesco. A alegação de que Belsazar era descendente de Nabucodonosor II poderia, alternativamente, derivar da propaganda real, em vez de informações genealógicas verdadeiras.
Alguns acreditam que Nitócris era filha de Nabucodonosor II, e se casou com Neriglissar, que conspirou contra Evil-Merodaque. E após a morte de Neriglissar, ela se casou com Nabonido ajudando-o a destronar Labasi-Marduque, filho e sucessor de Neriglissar. Nabonido assumiu o trono e foi o último rei da Babilônia. Já outros acreditam que Nitócris era esposa de Nabucodonosor, e após a morte de seu marido, ela se casou com o rei Nabonido.
Embora não haja nenhuma figura histórica que corresponde a descrição de Nitócris, há algumas hipóteses para relacioná-la com uma ou mais figuras históricas conhecidas. Alexandre Schur, que traduziu os escritos de Heródoto para o hebraico, identifica Nitócris com uma esposa desconhecida de Nabucodonosor. Essa é uma ideia plausível porque a esposa de Nabucodonosor é descrita como uma mulher sábia e forte em outras fontes. Outros a identificaram com Naquia, esposa de Senaqueribe, conhecida por suas atividades de construção ou ainda com Adagupi, mãe de Nabonido. Também é possível que Heródoto tenha transcrito o nome de Nabucodonosor usando o de Nitócris, um rainha egípcia de quem ele fala no livro II, sublinhando a homonímia com a personagem do livro I. É porque o nome de Nabucodonosor em persa poderia passar para o feminino aos ouvidos de um grego que não sabia persa.[carece de fontes?]

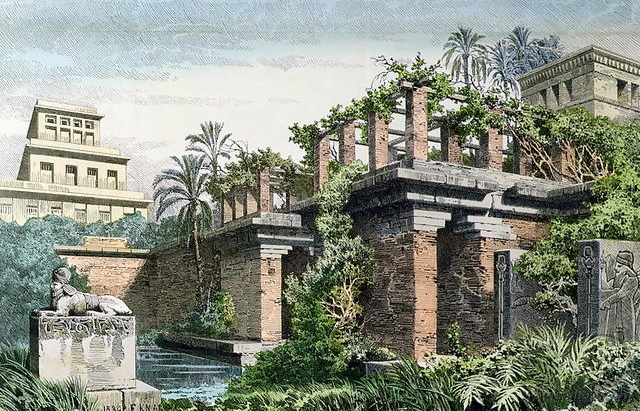
Os Jardins Suspensos da Babilônia

Na mente de Heródoto, Nitócris representava o arquétipo de uma rainha digna, que servia a seus súditos e representava um exemplo moral. No entanto, essa rainha não é mencionada nos registros do antigo Oriente Próximo; as Histórias de Heródoto são a única fonte de informação a seu respeito. O nome Nitócris não é de origem babilônica, e sim, de origem egípcia. Heródoto também menciona uma rainha do Egito chamada Nitócris. É possível que Heródoto tenha compreendido mal as suas fontes e erroneamente atribuído a esta rainha realizações que deveriam ser creditadas a Nabucodonosor II e a sua esposa Amitis da Média, que provavelmente foi a inspiração por trás dos famosos Jardins Suspensos da Babilônia.

## Contexto histórico
Após a morte de Nabucodonosor em 562 a.C., o Império Babilônico entrou em um período de decadência e instabilidade política. Seus sucessores foram incapazes de manter o império em seu esplendor. Seu filho e sucessor, Evil-Merodaque, não obteve o apoio do povo e da elite da babilônica devido às suas reformas na política de seu pai. Após reinar por apenas dois anos, ele foi assassinado por seu cunhado Neriglissar, que usurpou o trono e reinou por quatro anos. Após sua morte em 556 a.C., seu filho Labasi-Marduque introduziu seu reinado na Babilônia, mas foi assassinado num golpe palaciano no mesmo ano de sua entronização. O líder do golpe, Nabonido, toma o poder. Nabonido era uma figura importante na corte imperial, mas, ao contrário de seus predecessores, ele não tinha nenhum parentesco, até então conhecido, com Nabucodonosor. É possível que tenha se casado com Nitócris, filha de Nabucodonosor II, e isso poderia ter dado legitimidade ao seu reinado que durou dezessete anos.

## Na mídia
- Nitócris é uma das 1.038 mulheres apresentadas na obra de arte contemporânea The Dinner Party (1979) de Judy Chicago. Seu nome está associado a Hatexepsute.[17]
- Nitócris é interpretada por Sthefany Brito na telenovela brasileira O Rico e Lázaro.[28]